# Sinularia whiteleggei
Sinularia whiteleggei är en korallart som beskrevs av Lüttschwager 1914. Sinularia whiteleggei ingår i släktet Sinularia och familjen läderkoraller. Inga underarter finns listade i Catalogue of Life.